# Melampsora laricis-populina
Melampsora laricis-populina är en svampart som beskrevs av Kleb. 1902. Melampsora laricis-populina ingår i släktet Melampsora och familjen Melampsoraceae.   Inga underarter finns listade i Catalogue of Life.

## Bildgalleri

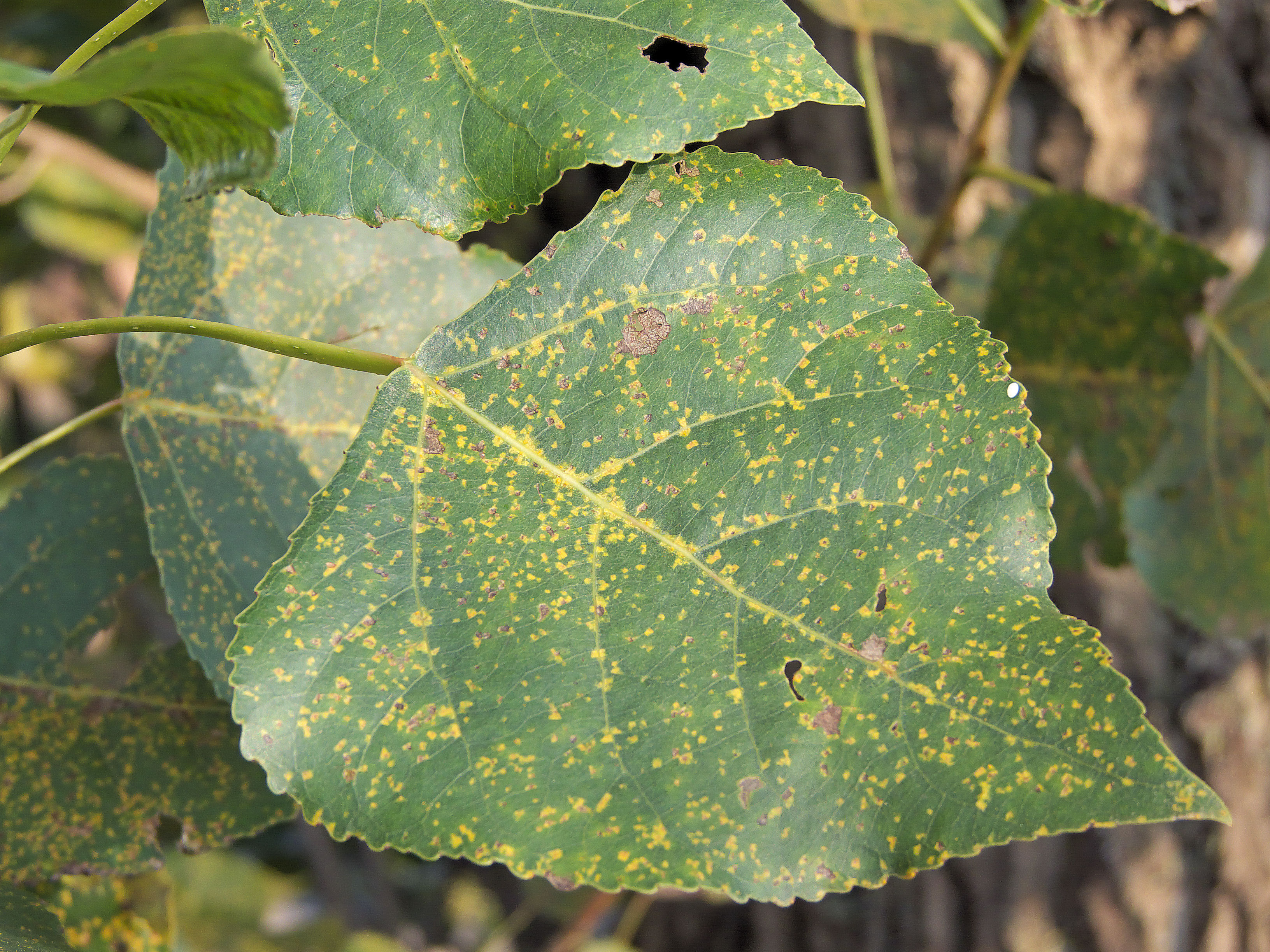